# 2. szimfónia (Nielsen)
Carl Nielsen 2. szimfóniája az úgynevezett A négy temperamentum szimfónia (dánul: Symfoni nr. 2, De fire Temperamenter, op. 16., FS 29, CNW 26). Az 1901 és 1902 között íródott művet 1902. december 1-én mutatták be a Dansk Koncertforeningben (Dán Koncerttársaság), Koppenhágában. A Koncertforening zenekarát maga a szerző dirigálta. A mű érdekessége, hogy a mind a négy tétele eltérő hangsorban íródott. Az egyes tételek a Galénosz által leírt négy személyiségtípust mutatják be.

## Keletkezése
Hét évvel az 1. szimfónia bemutatója után, amikor befejezéshez közeledett első, négyfelvonásos operájának, a Saul és Dávidnak komponálása, látott neki a 2. szimfónia megírásának. A mű ihletét egy festménysorozat adta, melyet a zeneszerző egy falusi fogadóban látott, ahol a családjával szálltak meg. Az első tétel befejezését a szerző 1901. december 28-ára, míg a negyedikét 1902. november 22-ére (mindössze egy héttel a bemutató előttre) datálta.

## Szerkezete
1. h-moll tétel (Allegro collerico) - kolerikus

2. G-dúr tétel (Allegro comodo e flemmatico) - flegmatikus

3. esz-moll tétel (Andante malincolico) - melankolikus

4. D-dúr tétel (Allegro sanguineo) - szangvinikus

## Bemutatói és fogadtatása
A mű bemutatójára 1902. december 1-én, három nappal a Saul és Dávid premierje után, került sor a Dansk Koncertforeningben (Dán Koncerttársaság), Koppenhágában. A zenekart maga a zeneszerző dirigálta. A mű óriási sikert aratott, de nem minden kritika volt teljesen pozitív. Leopold Rosenfeld, zeneszerző, a Dannebrog hasábjain a következőket írta: „Carl Nielsen új műve, azt hiszem, inkább nevezhető hangulatokból álló zenekari szvitnek, mint egy olyan műnek, amit a szimfónia elnevezés alatt értünk. De eltekintve az elnevezéstől, ez az új mű ismét kedvező tanúságát teszi az ünnepelt szerző azon ritka képességének, hogy kifejezzen egy karakteres hang festményt a tekintélyes zenekari technikán keresztül. Vajon egyesek veszik-e a bátorságot maguknak, hogy ezeket a megkonstruált zenekari hangokat zenének nevezzék, az más kérdés. Ami igazán magával ragadó ezekkel a zenei illusztrációkkal kapcsolatban az a zeneszerző színkeverési képessége, mely nem ad lehetőséget a hallgató fülének, hogy hozzászokjon. Néha, a színek nagyon brutálisak és a maguk nyersességében könnyen átlépik a jó ízlés határát.”
Nielsen barátja, Henrik Knudsen egy négykezes zongoraátiratot készített a műből. Nielsen és Knudsen ezt követően Németországba utazott, ahol Ferruccio Busoni segítségével sor került a szimfónia első külföldi bemutatójára. Az eseményre 1903. november 5-én Berlinben került sor, a Berlini Szimfonikus Zenekart ezúttal is maga a szerző vezényelte.
A szimfónia igen nagy népszerűségre tett szert és a hamar Nielsen egyik legkedveltebb zenekari műve lett. 1928-ig a szerző legkevesebb 13 alkalommal vezényelte a művet Dániában, Norvégiában (Oslo és Bergen), Svédországban (Göteborg) és Németországban (Berlin). 1921-ben Sir Henry Wood dirigálta a művet a londoni premieren. A párizsi bemutatóra 1927. április 24-én került sor, a Pasdeloup Zenekart Frederik Schnedler-Petersen vezényelte. 1930. október 15-én jutott el a mű Tokióba, ahol a Tokiói Új Szimfonikus Zenekart Charles Lautrup dirigálta.

## Fordítás
- Ez a szócikk részben vagy egészben a Symphony No. 2 (Nielsen) című angol Wikipédia-szócikk ezen változatának fordításán alapul.  Az eredeti cikk szerkesztőit annak laptörténete sorolja fel. Ez a jelzés csupán a megfogalmazás eredetét és a szerzői jogokat jelzi, nem szolgál a cikkben szereplő információk forrásmegjelöléseként.